# Blackpool Football Club
O Blackpool Football Club é um clube de futebol da Inglaterra. Foi fundado em 1887 e manda seus jogos no estádio Bloomfield Road, com capacidade para 12 mil pessoas, na cidade de Blackpool, no condado de Lancashire. Atualmente, disputa a Football League One, correspondente a Terceira Divisão inglesa.
O clube venceu a final da FA Cup de 1953, a chamada "Final de Matthews", onde venceu o Bolton Wanderers por 4 a 3, quando perdia por 3 a 1 até o final do jogo. Neste ano, quatro jogadores do Blackpool jogaram a partida em que a Seleção Inglesa perdeu para a Hungria em Wembley. O clube teve 47 jogadores que representaram suas seleções, 13 deles pela Inglaterra.
O clube apareceu três vezes na final da Copa da Inglaterra entre 1948 e 1953 e na década de 1950 ficou quatro vezes entre os seis primeiros na Football League First Division, o topo do futebol inglês, tendo como melhor participação um vice perante o Manchester United na temporada 1955-56. Em 1956 seu jogador Stanley Matthews ganhou a primeira Bola de Ouro da FIFA da história.

## História
Mesmo sendo um tradicional clube na Inglaterra, onde atuou dois dos maiores ídolos do futebol local, Alan Ball, Jr. e Stanley Matthews, o Blackpool voltou a disputar a Primeira Divisão apenas na temporada 2010-11, quando conseguiu acesso na temporada passada, surpreendendo todos, quando terminou na sexta posição, classificando-se para os play-offs, e, posteriormente, para a elite inglesa, após vencer na final o Cardiff City (3 a 2). Na primeira partida disputando a Premier League, quase quarenta anos desde sua última participação na elite, o Blackpool surpreendeu novamente ao vencer o Wigan Athletic por 4 a 0.
Em 22 de maio de 2011, exatamente 365 dias após a sua promoção, o Blackpool foi rebaixado novamente para a EFL Championship, após perder por 4-2 para o Manchester United, juntamente com os resultados em outros lugares, no último dia da temporada.

## Títulos
| Nacionais  | Nacionais                      | Nacionais | Nacionais        |
| Troféu     | Competição                     | Títulos   | Temporadas       |
| ---------- | ------------------------------ | --------- | ---------------- |
|            | Copa da Inglaterra             | 1         | 1952-53          |
| Inglaterra | Campeonato Inglês - 2ª Divisão | 1         | 1929-30          |
| Inglaterra | Johnstone Paint Trophy         | 2         | 2001-02, 2003-04 |

## Jogadores Históricos
- Stanley Matthews